# Dor Mikha
Dor Mikha (in ebraico דור מיכה‎?; Giv'atayim, 2 marzo 1992) è un calciatore israeliano, centrocampista del Beitar Gerusalemme.

## Carriera

### Club
Ha sempre militato nelle file del Maccabi Tel Aviv, club con il quale ha conquistato il titolo nazionale nella stagione 2011-2012.

### Nazionale
Ha debuttato con la maglia della nazionale Under-21 durante le qualificazioni al campionato europeo di categoria nel 2013.

## Palmarès

### Club

#### Competizioni nazionali
- Campionato israeliano: 3

Maccabi Tel Aviv: 2012-2013, 2013-2014, 2014-2015
- Coppa d'Israele: 1

Maccabi Tel Aviv: 2014-2015
- Toto Cup: 1

Maccabi Tel Aviv: 2014-2015
- Coppa di Cipro: 1

Anorthosis: 2020-2021